# Tuukka Taponen
Tuukka Taponen (Lohja, Finlandia; 26 de octubre de 2006) es un piloto de automovilismo finlandés. Es miembro de la Academia de pilotos de Ferrari desde 2022. Ganó el Campeonato Mundial de Karting en 2021, donde resultó subcampeón en 2020 y fue subcampeón del Campeonato de EAU de Fórmula 4 en su debut en monoplazas en 2023. Ha sido campeón de la Fórmula Regional de Medio Oriente en 2024 con R-ace GP, equipo con el que fue tercero en la serie Europea. En 2025 es piloto de ART Grand Prix en el Campeonato de Fórmula 3 de la FIA.

## Historia

### Inicios
Taponen comenzó en el karting a la edad de 2 años, en 2008. A los 11 años ganó el campeonato finlandés de karting. Manejo en Finlandia desde 2018 en el equipo Kohtala Sports y en el equipo nacional Flying Finn Academy desde 2019, donde consiguió el título de OK Junior.
En 2020, Tuukka se unió al equipo Tony Kart, poniéndose inmediatamente en el punto de mira en la categoría OKJ, quedando tercero en el Campeonato Europeo de Karting de la FIA y subcampeón del mundo en el Kartodromo Internacional de Algarve, Portimao (Portugal). Hizo historia en el automovilismo finlandés cuando fue el primer finlandés en ganar el Campeonato Mundial de Karting en 2021, cuando tenía 15 años en su debut absoluto en la clase OK, ganó el campeonato del mundo en Campillos (España) en condiciones meteorológicas variables, demostrando sus habilidades tanto en seco como en mojado. En octubre de 2021, Taponen estaba dando demostraciones al equipo Ferrari de Fórmula 1 para unirse a la Academia de pilotos de Ferrari, desde la cual Charles Leclerc, Mick Schumacher y Oliver Bearman recientemente, entre otros, ingresaron a la Fórmula 1. Taponen fue seleccionado para la academia junior de Ferrari en noviembre de 2022.

### Fórmula 4
Taponen terminó segundo el Campeonato de EAU de Fórmula 4 que finalizó en febrero de 2023. Taponen ganó cuatro carreras de la serie. Además, terminó segundo en cuatro ocasiones y tercero en dos ocasiones. Taponen fue el mejor novato de la competencia. También resultó quinto en el Campeonato de Italia de Fórmula 4 con una victoria, una pole y siete podios, y quinto de la Euro 4 con dos podios con Prema Racing
En 2024, resultó campeón del Campeonato de Fórmula Regional de Medio Oriente con R-ace GP, equipo con el que participó en la serie Europea.

## Resumen de carrera
| Temporada | Categoría                                       | Equipo                        | Carreras     | Victorias    | Poles        | VR           | Podios       | Puntos       | Pos.         |
| --------- | ----------------------------------------------- | ----------------------------- | ------------ | ------------ | ------------ | ------------ | ------------ | ------------ | ------------ |
| 2023      | Campeonato de EAU de Fórmula 4                  | Mumbai Falcons Racing Limited | 15           | 4            | 2            | 2            | 10           | 212          | 2.º          |
| 2023      | Campeonato de Italia de Fórmula 4               | Prema Racing                  | 21           | 1            | 1            | 0            | 7            | 196          | 5.º          |
| 2023      | Campeonato Euro 4                               | Prema Racing                  | 9            | 0            | 0            | 0            | 2            | 102          | 5.º          |
| 2024      | Campeonato de Fórmula Regional de Medio Oriente | R-ace GP                      | 15           | 5            | 5            | 7            | 9            | 255          | 1.º          |
| 2024      | Campeonato de Fórmula Regional Europea          | R-ace GP                      | 20           | 4            | 3            | 2            | 7            | 198          | 3.º          |
| 2024      | Campeonato de Fórmula 3 de la FIA               | ART Grand Prix                | 2            | 0            | 0            | 0            | 0            | 0            | 31.º         |
| 2024      | Gran Premio de Macao                            | R-ace GP                      | 1            | 0            | 0            | 0            | 0            | N/A          | 10.º         |
| 2025      | Campeonato de Fórmula 3 de la FIA               | ART Grand Prix                | Disputándose | Disputándose | Disputándose | Disputándose | Disputándose | Disputándose | Disputándose |
| Fuente:   |                                                 |                               |              |              |              |              |              |              |              |

## Resultados

### Campeonato de EAU de Fórmula 4
(Clave) (negrita indica pole position) (cursiva indica vuelta rápida puntuable)

| Año  | Equipo                        | 1    | 1    | 1    | 2    | 2    | 2    | 3    | 3    | 3    | 4    | 4    | 4    | 5   | 5   | 5   | Pos. | Puntos |
| ---- | ----------------------------- | ---- | ---- | ---- | ---- | ---- | ---- | ---- | ---- | ---- | ---- | ---- | ---- | --- | --- | --- | ---- | ------ |
| 2023 | Mumbai Falcons Racing Limited | DUB1 | DUB1 | DUB1 | KUW1 | KUW1 | KUW1 | KUW2 | KUW2 | KUW2 | DUB2 | DUB2 | DUB2 | YMC | YMC | YMC | 2.º  | 212    |
| 2023 | Mumbai Falcons Racing Limited | 9    | 2    | 2    | 6    | 3    | Ret  | 3    | 1    | 34†  | 1    | 1    | 1    | 2   | 2   | Ret | 2.º  | 212    |

### Campeonato de Italia de Fórmula 4
(Clave) (negrita indica pole position) (cursiva indica vuelta rápida puntuable)

| Año     | Equipo       | 1   | 1   | 1   | 1   | 2   | 2   | 2   | 3   | 3   | 3   | 4   | 4   | 4   | 4   | 4   | 4   | 6   | 6   | 6   | 7   | 7   | 7   | Pos. | Puntos |
| ------- | ------------ | --- | --- | --- | --- | --- | --- | --- | --- | --- | --- | --- | --- | --- | --- | --- | --- | --- | --- | --- | --- | --- | --- | ---- | ------ |
| 2023    | Prema Racing | IMO | IMO | IMO | IMO | MIS | MIS | MIS | SPA | SPA | SPA | MNZ | MNZ | MNZ | LEC | LEC | LEC | MUG | MUG | MUG | VLL | VLL | VLL | 5.º  | 196    |
| 2023    | Prema Racing | 9   | 9   |     | 28† | 1   | 4   | 5   | 7   | 18  | 7   | 3   | 27† | 17  | 4   | 2   | 3   | 15  | 4   | 5   | 2   | 2   | 3   | 5.º  | 196    |
| Fuente: |              |     |     |     |     |     |     |     |     |     |     |     |     |     |     |     |     |     |     |     |     |     |     |      |        |

### Campeonato de Fórmula 3 de la FIA
(Clave) (negrita indica pole position) (cursiva indica vuelta rápida puntuable)

| Año   | Escudería      | 1   | 1   | 2   | 2   | 3   | 3   | 4   | 4   | 5   | 5   | 6   | 6   | 7   | 7   | 8   | 8   | 9   | 9   | 10  | 10  | Pos. | Puntos | Ref.   |
| ----- | -------------- | --- | --- | --- | --- | --- | --- | --- | --- | --- | --- | --- | --- | --- | --- | --- | --- | --- | --- | --- | --- | ---- | ------ | ------ |
| 2024  | ART Grand Prix | SAK | SAK | MEL | MEL | IMO | IMO | MON | MON | BAR | BAR | SPI | SPI | SIL | SIL | BUD | BUD | SPA | SPA | MNZ | MNZ | 31.º | 0      | [ 11 ] |
| 2024  | ART Grand Prix |     |     |     |     |     |     |     |     |     |     |     |     |     |     |     |     | 14  | Ret |     |     | 31.º | 0      | [ 11 ] |
| 2025* | ART Grand Prix | MEL | MEL | SAK | SAK | IMO | IMO | MON | MON | BAR | BAR | SPI | SPI | SIL | SIL | SPA | SPA | BUD | BUD | MNZ | MNZ | 21.º | 0      | [ 12 ] |
| 2025* | ART Grand Prix | 14  | 20  |     |     |     |     |     |     |     |     |     |     |     |     |     |     |     |     |     |     | 21.º | 0      | [ 12 ] |

- * Temporada en progreso.